# Almatret
Almatret är en kommun i Spanien.   Den ligger i provinsen Província de Lleida och regionen Katalonien, i den östra delen av landet, 400 km öster om huvudstaden Madrid. Antalet invånare är 354. Arean är 57 kvadratkilometer. Almatret gränsar till Maials, Seròs, Riba-roja d'Ebre, Fayón och Mequinenza. 
Terrängen i Almatret är kuperad åt sydväst, men åt nordost är den platt.